# Roberto Stella
Roberto Stella (Busto Arsizio, 22 luglio 1952 – Como, 11 marzo 2020) è stato un medico italiano.
Lavorò come medico di famiglia a Busto Arsizio, e ricoprì cariche in associazioni mediche italiane, tra cui la presidenza della Società Nazionale Medica Interdisciplinare Cure Primarie.
Prestò servizio negli Alpini e fu un volontario medico Alpino durante il terremoto dell'Irpinia del 1980.
È stato iscritto all'Albo dei Giornalisti della Lombardia.

## Biografia

### Origini e formazione
Stella nacque a Busto Arsizio il 22 luglio 1952. Conseguì la laurea in Medicina e Chirurgia presso l'Università degli Studi di Milano nel 1978; svolse il periodo di tirocinio pratico presso l'U.O. di Medicina Generale dell'Ospedale di Busto Arsizio nel 1979, rimanendovi poi sino al 1984 in qualità di assistente volontario.
Stella si specializzò in Ematologia generale a Pavia nel 1984.

### Carriera
Ha prestato servizio nel 1980-81, in qualità di Ufficiale Medico, presso la Scuola Militare Alpina di Aosta, partecipando alle operazioni di soccorso in occasione del terremoto della Campania del 1980.
Dal 1982 è stato Medico di Medicina Generale a Busto Arsizio.
Stella è stato consigliere dell'Ordine dei Medici Chirurghi ed Odontoiatri della Provincia di Varese dal 1991, tesoriere nel triennio 1994-1996, vice-presidente dal 2000 al 2008, presidente dal 2009 al 2020. Gli venne riconosciuto di aver formato "una generazione di medici di famiglia in Lombardia".
Stella fu attivo in associazioni mediche italiane di rilievo nazionale: ricoprì incarichi elettivi nella Federazione nazionale degli ordini dei medici chirurghi e degli odontoiatri per quasi 30 anni, anche con il ruolo di responsabile dell'Area Strategica Formazione. Fu presidente della Società Nazionale Medica Interdisciplinare Cure Primarie (SNaMID).
Stella ha effettuato oltre 1000 ore di attività d'aula in qualità di animatore di formazione e tutor d'aula. Ha inoltre svolto attività di docenza in oltre 250 seminari del Corso di formazione specifica in Medicina Generale della regione Lombardia. Come formatore ha collaborato, ed è stato consulente, presso Eupolis Lombardia (Istituto Superiore per la ricerca, la statistica e la formazione). Ha organizzato, diretto e partecipato come docente ai corsi SNAMID nazionali sulla sperimentazione dei farmaci in Medicina Generale negli anni 2002 e 2003, per cinquantuno edizioni svolte.

### Morte
Nel 2020, nel corso della loro attività, Stella ed un collega risultarono positivi al SARS-CoV-2. La notizia della loro diagnosi scatenò il panico nella comunità, spingendo il sindaco Emanuele Antonelli a rilasciare una dichiarazione.
Stella morì a Como l'11 marzo 2020 dopo essere stato ospedalizzato per difficoltà respiratorie dovute al COVID-19. Aveva direttamente trattato pazienti infetti dal virus, rimanendo contagiato egli stesso. Divenne il primo medico italiano noto per essere deceduto a causa del COVID-19.
Il Ministro della Salute Roberto Speranza dichiarò che il sistema sanitario italiano aveva "perso un punto di riferimento". L'elogio all'operato di Stella venne trasmesso in diretta televisiva nazionale, durante il bollettino notturno di aggiornamento sulla pandemia diramato dalla Protezione Civile.
A lui è dedicato il romanzo di Glenn Cooper Clean-Tabula rasa.

## Attività scientifica
Autore di oltre ottanta pubblicazioni, tra cui articoli scientifici e divulgativi nell'ambito della medicina generale; è stato Direttore responsabile della pubblicazione periodica  Il Bollettino, membro del comitato editoriale delle riviste Ictus e Italian Journal of Primary Care.
L'ultima pubblicazione peer-review di Stella è uscita postuma il 16 marzo 2020: descriveva nel dettaglio un corso di e-learning che aveva preparato sul COVID-19 aperto a tutti i medici italiani, a cui si iscrissero oltre 35.000 partecipanti.